# وبسایت هواشناسی نروژ
یورنو یک وب سایت نروژی برای پیش‌بینی آب و هوا و دیگر اطلاعات هواشناسی است (همچنین به زبان انگلیسی). این سایت مسئولیت مشترک شرکت پخش تلویزیونی نروژی و دانشگاه هواشناسی نروژ است.
کلمه yr دارای معانی متعدد در نروژی است. معنای هواشناسی نور است نم نم باران (مقایسه شود با سخن که درزبان نروژ دارای معانی مختلفی است، «باران» که یکی بود)، اما آن را نیز می‌تواند به معنای مبتلا به دوار سر، شاد یا وحشی.
وب سایت پیش‌بینی‌ها (به عنوان نمودارها، نمادها و نقشه‌ها) را برای بیش از ۹ میلیون مکان در جهان ارائه می‌دهد. پیش‌بینی‌های نروژی با پیش‌بینی‌های متنی، رادارهای آب و هوایی، تصاویر ماهواره ای و طیف گسترده‌ای از پیش‌بینی‌های تخصصی تر تکمیل شده‌است. پیش‌بینی‌ها بر اساس داده‌های مؤسسه هواشناسی نروژ و چندین سازمان بین‌المللی هواشناسی (ECMWF، EUMETSAT و غیره) است.
داده‌های هواشناسی در yr.no به عنوان خدمات وب در دسترس است، که کاربران را قادر می‌سازد دسترسی رایگان به داده‌های هواشناسی با کیفیت بالا برای استفاده با برنامه‌ها، خدمات و تحقیقات انجام دهد. سرویس داده آب و هوا رایگان است بسیار محبوب است، با حدود ۳۰ میلیون بار در روز. برخی از تلفن‌های همراه مانند Vibo T588 از خدمات yr.no برای خدمات آب و هوایی خود استفاده می‌کنند. سرویس آب و هوای آنلاین پنجمین سرویس آب و هوا در اینترنت است.
yr.no به عنوان یک نسخه بتا در تاریخ ۲۹ ماه مه ۲۰۰۷ راه اندازی شد و چهار ماه بعد در تاریخ ۱۹ سپتامبر ۲۰۰۷ به‌طور رسمی آغاز شد. به سرعت مخاطبان زیادی را جذب کرد: ۸۷ درصد جمعیت نروژی می‌گویند که آنها می‌دانند yr.no و ۲۸ درصد از آن‌ها روزانه استفاده می‌کنند.
هانس Tore Bjerkaas سردبیر است ، آنتون الیاسن مسئول اطلاعات هواشناسی است و Ingrid Støver یانسن سردبیر yr.no.